# Hieronymus Francken I

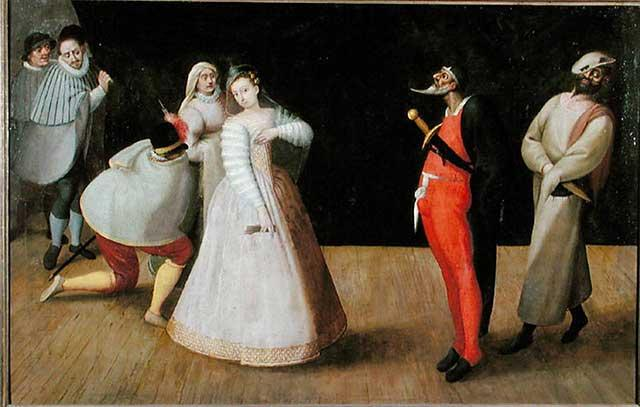
La Compagnia dei Comici Gelosi (1590 c.)

Hieronymus Francken I, detto il Vecchio (Herentals, 1540 – Parigi, 5 gennaio 1610), è stato un pittore e disegnatore fiammingo, specializzato in dipinti di soggetto storico e di genere. Le sue composizioni con eleganti gruppi di figure danzanti, musicisti e cortigiani anticipano lo sviluppo di questo genere nel XVII secolo.

## Biografia
Apparteneva alla famiglia di pittori Francken. Figlio di Nicolaas, da cui ricevette le basi dell'educazione artistica, e fratello di Frans e Ambrosius, eseguì il suo apprendistato presso Frans Floris.

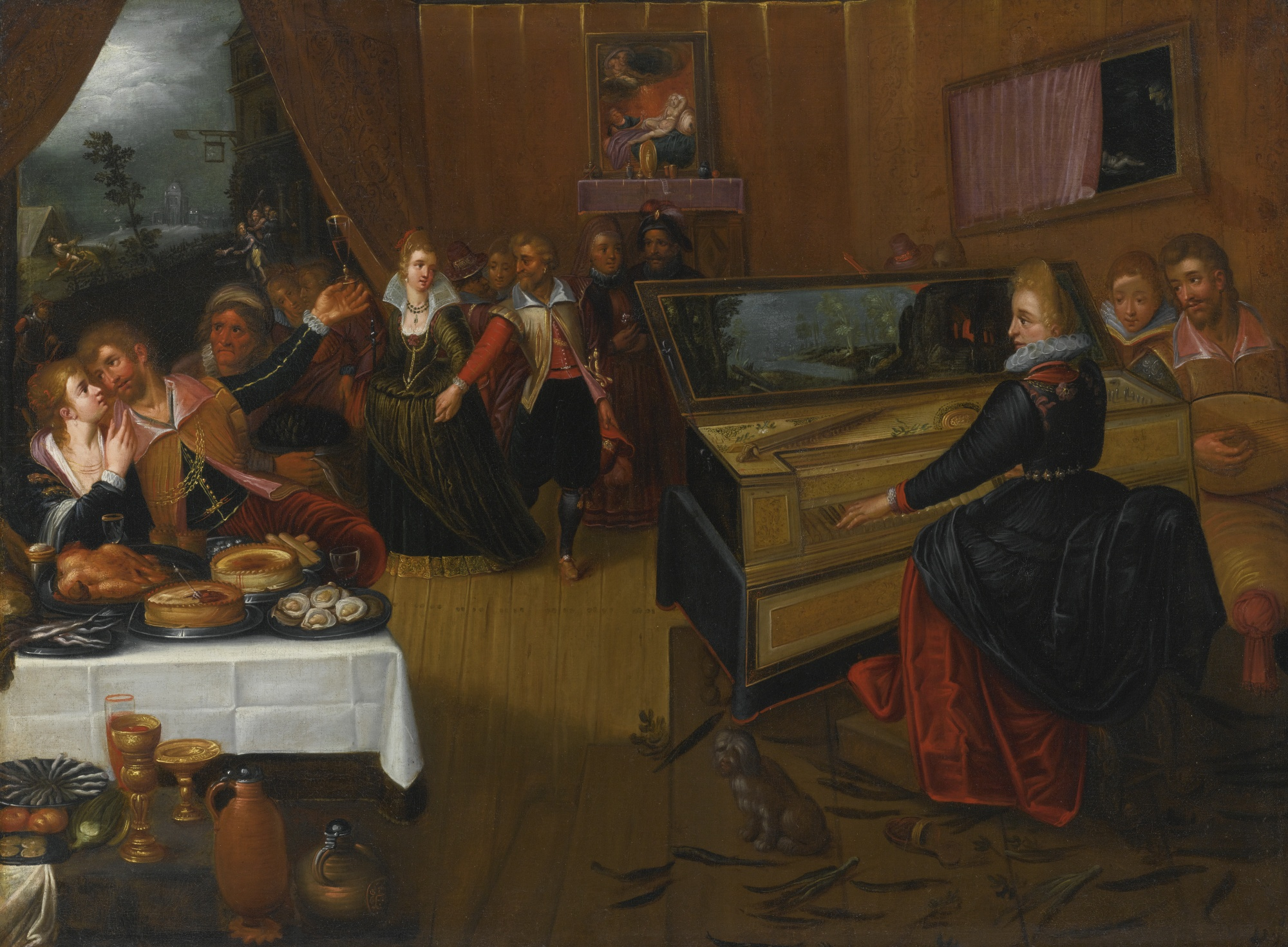
Scena da banchetto, un'allegoria sull'amore e la lussuria

A partire dal 1566 operò in Francia, a Fontainebleau, e nel 1568 si stabilì a Parigi, dove divenne pittore del re nel 1588.
Nel 1571 ritornò temporaneamente ad Anversa per terminare l'Adorazione dei Magi, opera lasciata incompiuta dal Floris, morto l'anno precedente.
Per il presidente del Parlamento Francese, eseguì nel 1585 un'Adorazione dei pastori, conservato attualmente presso la Cattedrale di Notre-Dame a Parigi.
Fu uno degli iniziatori del genere di pittura avente come soggetto scene di ballo o con maschere e interni borghesi (vedi Il ballo di nozze e Carnevale veneziano). Le sue opere, di un elegante manierismo, presentano influssi francesi, veneziani e fiamminghi e possono essere confuse con quelle del fratello Frans, anche se presentano uno stile con caratteristiche più marcatamente francesi.
Oltre a soggetti storici e di genere, eseguì anche alcuni ritratti, come ad esempio l'Autoritratto, conservato presso il Museo di Aix-en-Provence.
Fu suo allievo Abraham Bloemaert.
Ebbe almeno quattro figli: Hieronymus, Isabella, Catharina e Maria.

## Opere
- Adorazione dei Maghi, 1571, Bruxelles (con Frans Floris)
- Il figliol prodigo con le cortigiane, 1580 Nîmes[4]
- Adorazione dei pastori, olio su tela, 220 x 292 cm
- La Compagnia dei Comici Gelosi, 1590 c.
- Autoritratto, Aix-en-Provence
- Il ballo di nozze, Anversa
- Carnevale veneziano, Aquisgrana